# Eric Curry
Eric Felece Curry (Thomasville, 3 febbraio 1970) è un ex giocatore di football americano statunitense che ha giocato nel ruolo di defensive end nella National Football League (NFL). Fu scelto come sesto assoluto nel Draft NFL 1993 dai Tampa Bay Buccaneers. Al college ha giocato a football all'Università dell'Alabama dove vinse un campionato NCAA e fu premiato come All-American.

## Carriera

### Tampa Bay Buccaneers
Curry fu scelto come sesto assoluto del Draft 1993 dai Tampa Bay Buccaneers. Divenne celebre per avere abbracciato in preda alla gioia il Commissioner della NFL, Paul Tagliabue, subito dopo essere stato selezionato. Rimase coi Bucs fino al 1997 dopo di che firmò come free agent coi Green Bay Packers nel 1998, venendo però svincolato dopo la pre-stagione. La sua carriera si concluse giocando per i Jacksonville Jaguars nel 1998 e 1999.

## Palmarès
- Campione NCAA: 1

Alabama Crimson Tide: 1992
- PFWA All-Rookie Team - 1993

## Statistiche
| Tackle totali  | 95   |
| Sack           | 12,0 |
| Intercetti     | 0    |
| Fumble forzati | 7    |